# Шабанов Іван Михайлович
Іван Михайлович Шабанов (18 жовтня 1939, село Нижня Байгора, тепер Верхньохавського району Воронезької області, Російська Федерація) — радянський і російський державний діяч, 1-й секретар Воронезького обласного комітету КПРС, голова адміністрації (губернатор) Воронезької області. Член ЦК КПРС у 1990–1991 роках. Член Ради Федерації Федеральних Зборів Російської Федерації (1996–2001). Кандидат історичних наук.

## Життєпис
Мати померла, коли синові було два роки, батько, Михайло Шабанов, працював в Українській РСР.
З 1955 року Іван Шабанов працював причіплювачем у колгоспі.
У 1959 році закінчив Усманський сільськогосподарський технікум Липецької області.
У 1959–1964 роках — студент Воронезького сільськогосподарського інституту.
З 1964 по 1965 рік служив у Радянській армії.
У 1965–1966 роках — викладач Усманського сільськогосподарського технікуму Липецької області.
Член КПРС з 1966 року.
У 1966–1967 роках — секретар комітету комсомолу (ВЛКСМ) Воронезького сільськогосподарського інституту.
У 1967–1970 роках — завідувач відділу Воронезького обласного комітету ВЛКСМ.
З 1970 року — інструктор, заступник завідувача відділу Воронезького обласного комітету КПРС.
У 1976 році закінчив Академію суспільних наук при ЦК КПРС.
У 1976–1979 роках — 2-й, 1-й секретар Кантемирівського районного комітету КПРС Воронезької області.
У 1979–1982 роках — завідувач відділу пропаганди та агітації Воронезького обласного комітету КПРС.
У 1982–1990 роках — перший заступник, заступник голови виконавчого комітету Воронезької обласної ради народних депутатів.
7 червня 1990 — 23 серпня 1991 року — 1-й секретар Воронезького обласного комітету КПРС.
У червні 1992 — 9 жовтня 1993 року — голова Воронезької обласної ради народних депутатів.
У березні 1994 року обраний депутатом Воронезької обласної Думи. У квітні 1994 — грудні 1996 року — голова Воронезької обласної Думи.
18 грудня 1996 — 29 грудня 2000 року — голова адміністрації (губернатор) Воронезької області.
З січня 1996 по січень 2001 року за посадою входив до складу Ради Федерації Федеральних Зборів Російської Федерації, був заступником голови, з березня 2000 року — головою Комітету з питань безпеки та оборони, був членом Комісії з регламенту та парламентських процедур, потім членом Мандатної комісії.
З лютого 2001 року — радник голови ради директорів «Агрохімсоюзу» (корпорації російських виробників мінеральних добрив).

## Нагороди й звання
- орден «За заслуги перед Вітчизною» IV ст. (Російська Федерація)
- орден Дружби народів
- медалі